# Millettia podocarpa
Millettia podocarpa är en ärtväxtart som beskrevs av Stephen Troyte Dunn. Millettia podocarpa ingår i släktet Millettia och familjen ärtväxter. Inga underarter finns listade i Catalogue of Life.